# برن‌اوت (بازی ویدئویی)
برن‌اوت (به انگلیسی: Burnout) نام اولین سری از بازی‌های مسابقه ای برن‌اوت است که در اول نوامبر ۲۰۰۱ وارد بازار شد. این بازی برای کنسول‌های پلی‌استیشن ۲، ایکس‌باکس و نینتندو گیم‌کیوب منتشر شده‌است که در ورژن بازی برای کنسول پلی‌استیشن ۲ در آمریکا در اول نوامبر و در اروپا در ۲۶ نوامبر منتشر شده‌است. این بازی اولین سری از مسابقات با تصادف بالا بوده‌است که با بازتاب‌های خوبی نیز همراه شد.

## گیم پلی
قسمت اصلی بازی مربوط به مسابقات قهرمانی می‌باشد که سه یا چهار ماشین برای مسابقه انتخاب می‌شود؛ که شخصی که بازی می‌کند یکی از ماشین‌ها و کامپیوتر هدایت سه ماشین دیگر را بر عهده دارد. هر چه به مراحل پایانی بازی نزدیک تر می‌شویم سرعت ماشین‌ها بیشتر شده و هدایت آنها نیز سخت‌تر می‌شود. پس از اتمام رساندن هر مرحله از بازی یک ماشین که در اول بازی قفل شده بود آزاد می‌شود و قابل استفاده در بازی می‌شود. به جز قسمت قهرمانی این بازی شامل قسمت‌های مسابقه یک‌نفره، رکوردگیری و مسابقه چند نفره می‌باشد.

## مناطق مسابقه
در مرحله شهری وجود دارد که مربوط به یک کشور می‌باشد و به نوعی در بازی از آن شبیه‌سازی شده‌است.
| مناطق  | نام               | برگفته شده از           |
| آمریکا | اینترستیت         | آمریکا                  |
| آمریکا | گرایدلاک یو اس ای | نیویورک                 |
| اروپا  | ریورسیتی          | پاریس                   |
| اروپا  | شهر هاربور        | کاستا دل سول، اسپانیا   |
| آمریکا | هیلیساد پس        | ناپا کانتری، کالیفورنیا |

## بازتاب‌ها
| گردآورنده | امتیاز  | امتیاز      | امتیاز  |
| گردآورنده | گیم‌کیوب | پلی‌استیشن ۲ | اکس‌باکس |
| --------- | ------- | ----------- | ------- |
| متاکریتیک | 78/100  | 79/100      | 75/100  |

| ناشر                    | امتیاز  | امتیاز      | امتیاز  |
| ناشر                    | گیم‌کیوب | پلی‌استیشن ۲ | اکس‌باکس |
| ----------------------- | ------- | ----------- | ------- |
| اج                      | ن/م     | 8/10        | ن/م     |
| الکترونیک گیمینگ مانثلی | 8/10    | 7/10        | 8/10    |
| یوروگیمر                | 8/10    | 8/10        | ن/م     |
| گیم اینفورمر            | 7.75/10 | 7.75/10     | 7.75/10 |
| گیم‌پرو                  | [ ۱۳ ]  | [ ۱۴ ]      | [ ۱۵ ]  |
| گیم رولیشن              | ن/م     | C−          | ن/م     |
| گیم‌اسپات                | 7.3/10  | 8/10        | 7.3/10  |
| گیم‌اسپای                | [ ۲۰ ]  | 83%         | ن/م     |
| گیم‌زون                  | 8.5/10  | 7.8/10      | 8.5/10  |
| آی‌جی‌ان                  | 7.8/10  | 8.6/10      | 7.6/10  |
| نینتندو پاور            | 4.5/5   | ن/م         | ن/م     |
| اوپی‌ام (ایالات متحده)   | ن/م     | [ ۲۹ ]      | ن/م     |
| اواکس‌ام (ایالات متحده)  | ن/م     | ن/م         | 8/10    |
| FHM                     | ن/م     | [ ۳۱ ]      | ن/م     |

برن‌اوت در بررسی‌های متاکریتیک در همهٔ کنسول‌ها نمره «مطلوب» را کسب کرد.